# Estação Ferroviária de Santos
A Estação Ferroviária de Santos é uma gare da Linha de Cascais, que serve a área de Santos-o-Velho, na cidade de Lisboa, em Portugal.

## Descrição

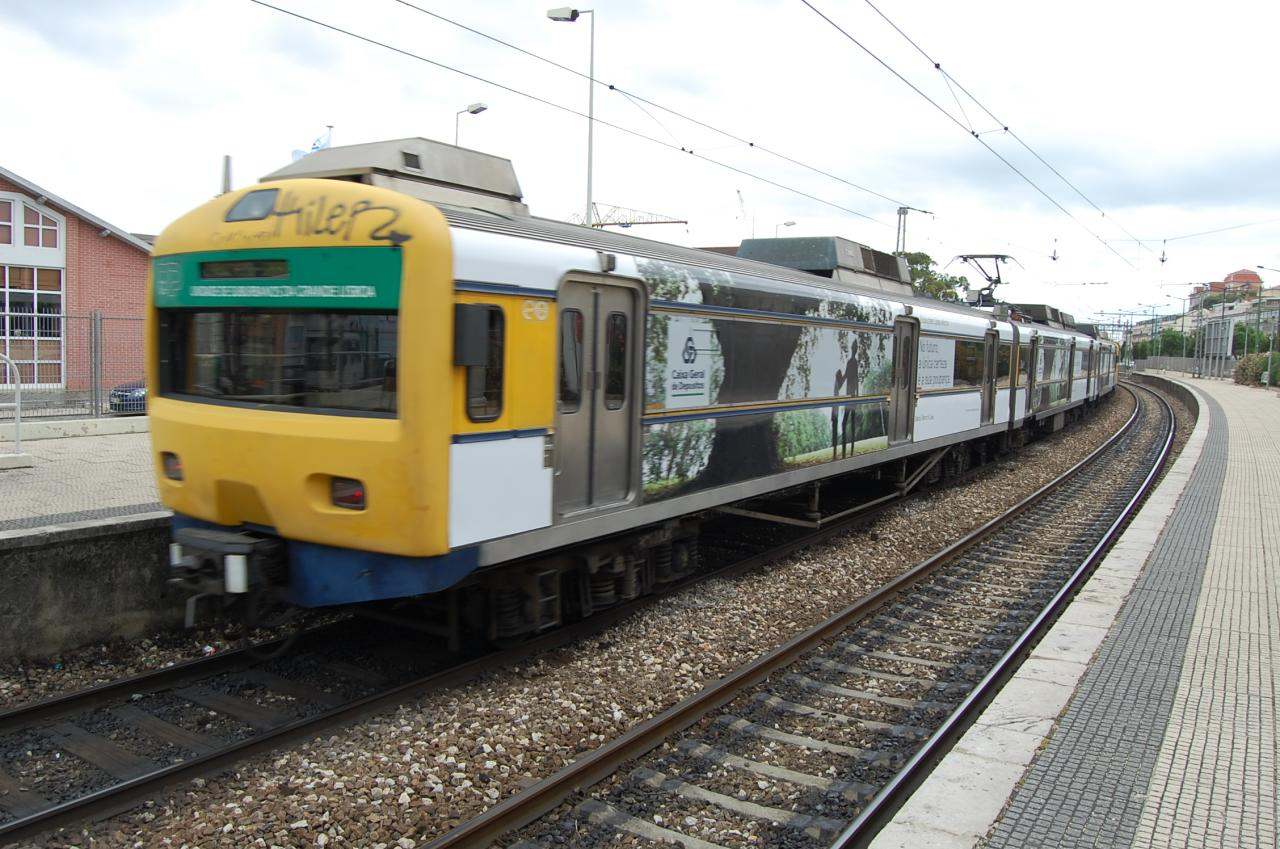
Composição circulando na estação de Santos, em 2008.

### Localização e acessos
A estação tem acesso pela Avenida 24 de Julho, em Lisboa.

### Infraestrutura
Como apeadeiro numa linha de via dupla, esta interface apresenta-se nas duas vias de circulação (I e II) cada uma acessível por plataforma — com respetivamente 301 e 204 m de comprimento e ambas com 110 cm de altura.

### Serviços
Em dados de 2023, esta interface é servida por comboios de passageiros da C.P. de tipo urbano no serviço “Linha de Cascais” tipicamente com 69 circulações diárias em cada sentido entre Cais do Sodré e Cascais ou Oeiras; passam sem paragem nesta interface 33 circulações do mesmo tipo, entre Cais do Sodré e Cascais.

## História
O troço entre as Estações de Alcântara-Mar e Cais do Sodré, onde esta interface se insere, foi aberto à exploração em 4 de Setembro de 1895, pela Companhia Real dos Caminhos de Ferro Portugueses. Até pelo menos 1902, Santos tinha estatuto de apeadeiro.
Em 7 de Agosto de 1918, foi assinado um contrato entre a Companhia dos Caminhos de Ferro Portugueses e a Sociedade Estoril, que passou a explorar a Linha de Cascais. Esta empresa iniciou um projecto de modernização e electrificação da Linha, no âmbito do qual se levou a cabo a reconstrução de várias estações, incluindo Santos, tendo a cerimónia de inauguração da tracção eléctrica ocorrido em 18 de Agosto de 1926. Em 1934, a Sociedade Estoril realizou obras de calcetamento nas plataformas desta estação.
A Linha de Cascais esteve sob a gestão da Sociedade Estoril até 1976, ano em que reverteu para a C.P..
Em Janeiro de 2011, contava com duas vias de circulação, ambas com 255 m de comprimento; as plataformas tinham 273 e 205 m de extensão, e apresentavam ambas 110 cm de altura — valores mais tarde alterados para os atuais.

Em abril de 2021 foi instalada na plataforma norte, com uso do edifício de passageiros, uma unidade de diversão noturna aberta à Avenida 24 de Julho, com restauração ligeira, serviço de bar, e comércio de confeções. Na madrugada de 3 para 4 de junho de 2022 cedeu uma das bases da passagem pedonal aérea da estação de Santos devido a excesso de carga, tendo sido intreditado o seu uso enquanto aguarda vistoria.